# Clydonium diazi
Clydonium diazi là một loài tò vò trong họ Ichneumonidae.